# Richard Nagel (Ornithologe)

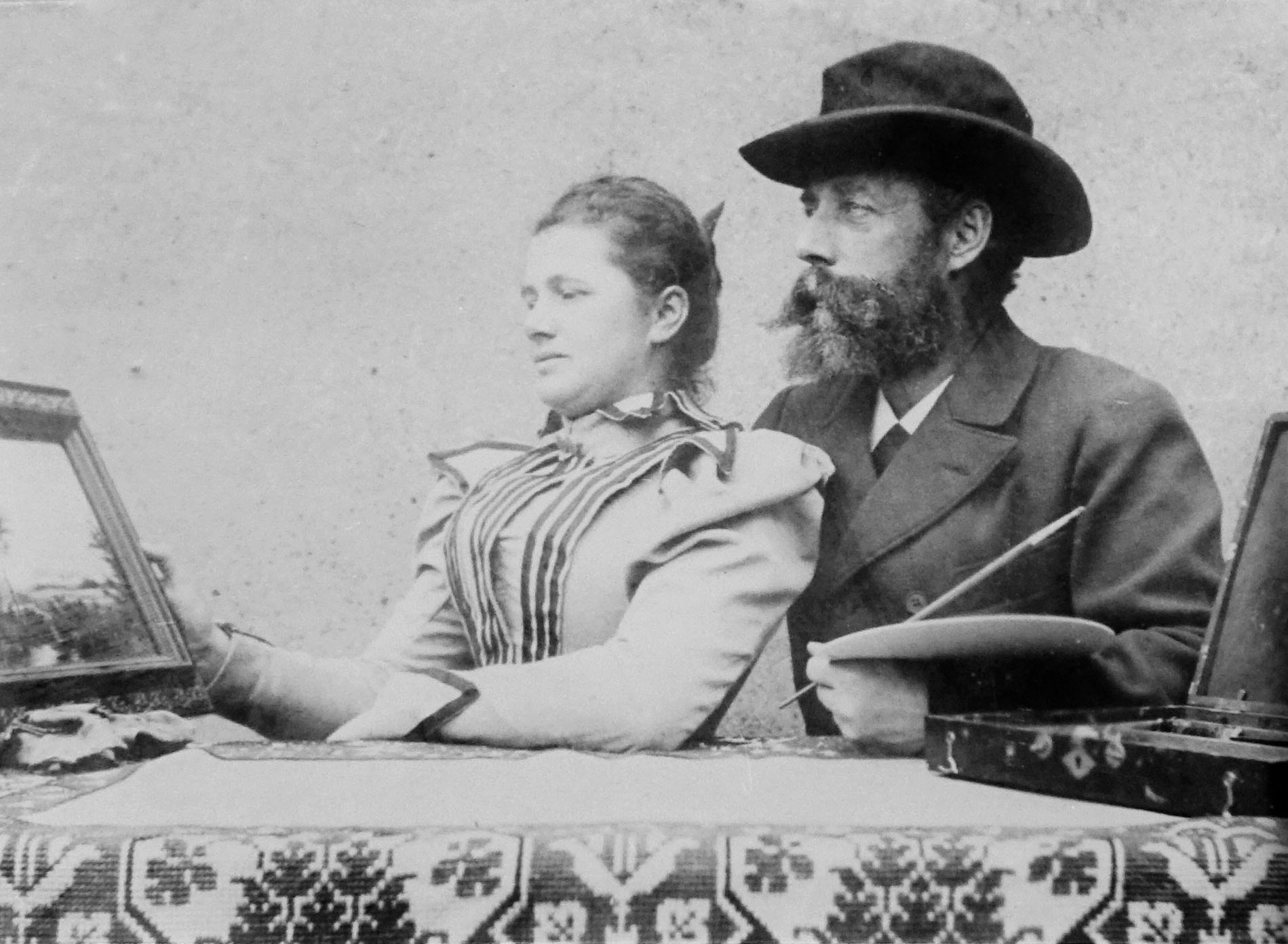
Richard und Elisabeth Nagel in einem Selbstporträt um 1907

Richard Nagel (* 10. Oktober 1857 in Bremen; † 28. November 1941 in Berlin) war ein deutscher Ornithologe sowie Fotograf und Maler der Vogelwelt und Landschaften Nordwestdeutschlands.
Er wurde als elftes Kind des Theologen und Pastors zu Bremen Wilhelm Nagel geboren. Er absolvierte eine kaufmännische Lehre und betrieb zwischen 1890 und 1916 mit einem Freund einen Kaffeehandel. Beide handelten zudem mit Hochrädern. Die Gründung des ersten Fahrradgeschäfts Bremens wird ihm zugeschrieben. 1884 bekommt Richard Nagel eine Erlaubniskarte der Polizeidirektion zum „Befahren des Bürgerparks mit seinem Velozipede“.
Bis weit ins 20. Jahrhundert hinein war es unter Vogelkundlern die Regel, beobachtete Raritäten durch gezielten Abschuss zu belegen. Auch Nagel erlegte und präparierte Vögel, um sie danach als detailgetreue Großdarstellungen in Öl zu malen. Zusätzlich hielt er die Eindrücke seiner Pirschgänge mit Hilfe einer selbst gebauten Plattenkamera fest. Nach dem Entwickeln der Landschaftsfotografien kolorierte er diese und fügte fotorealistisch Vögel ein, wie er sie aufgrund der langen Belichtungszeiten in freier Wildbahn nicht hätte festhalten können. Heute gelten die zwischen 1872 und 1935 entstandenen Bilder als einzigartige Dokumente der Tier- und Pflanzenwelt Nordwestdeutschlands. Der Bremer Ornithologe Gustav Hartlaub riet ihm vor diesem Hintergrund ein Tafelwerk der Vögel Nordwestdeutschland zu erstellen, das mit 741 Gemälden von 335 Vögeln unveröffentlicht geblieben ist.
Die Digitalisate aus dem Nachlass Richard Nagels im Bestand des Staatsarchivs Bremen sind noch nicht veröffentlicht.